# Torre di Aielli
La torre di Aielli, detta anche torre delle Stelle, è una torre medievale situata ad Aielli Alto (AQ), in Abruzzo. Ospita un osservatorio astronomico e il museo della Luna.

## Storia

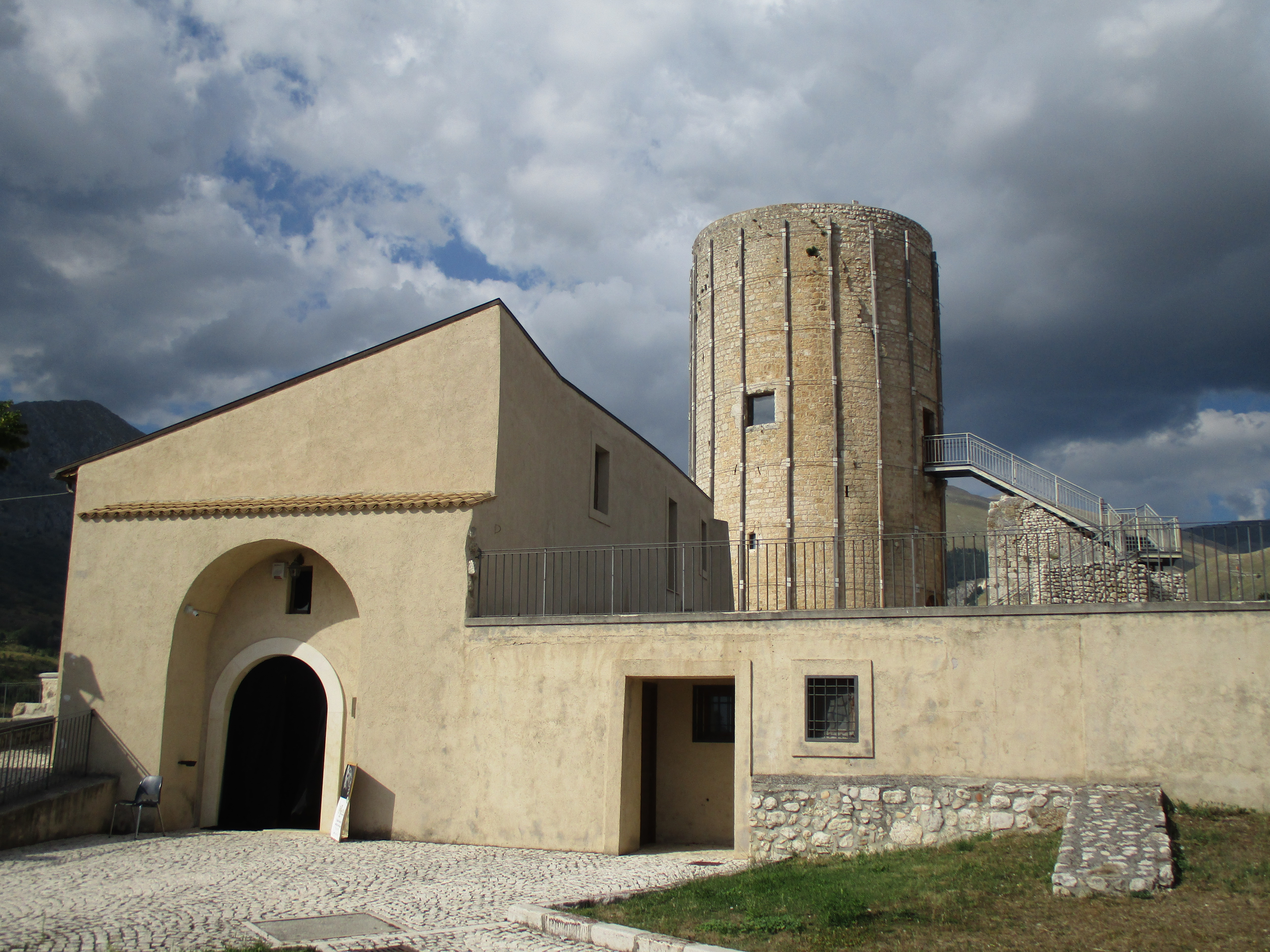
Torre medievale e sala Filippo Angelitti

La prima torre medievale cintata a pianta quadrata venne edificata a ridosso del preesistente ocre arcaico di Caela e della fortezza duecentesca di Rocca de Foce, situata sulla sommità del monte Sècine a quota 1506 m s.l.m.,
distrutta nel 1230 dall'esercito condotto da Bertoldo di Urslingen, fratello di Rainaldo duca di Spoleto.
Risale al XII secolo l'edificazione della prima torre situata ad Aielli Alto, in località Castello, a quota 1021 m s.l.m. Questa fu distrutta insieme all'incastellamento nel 1347 dalle truppe di Amatrice, città in lotta con i castelli dell'Italia centrale per questioni di confine e di prestigio.
Fu Ruggero II dei conti dei Marsi a riedificare la torre di forma circolare tra il 1355 e il 1356 per motivi logistici legati al controllo del territorio. Questa infatti era posta in posizione strategica, in allineamento visivo con la torre di Collarmele e con il primo nucleo fortificato del castello di Celano.

## Descrizione
Nel corso del XVI secolo i Piccolomini, signori della contea di Celano, fecero apportare alla torre diversi miglioramenti di carattere architettonico-strutturale.
Furono realizzate in particolare la volta a cupola nel piano inferiore e le finestre in stile rinascimentale della parte più alta della struttura, costituita da tre livelli abitativi. Prima del terremoto del 1915 la torre, dalla forma circolare, era alta circa 24 metri mentre, dopo l'avvenuto restauro, l'altezza interna risultò ridotta a circa 18 metri. Il diametro della canna, internamente ottagonale, supera i 9 metri ed è cinto alla base da un anello leggermente più ampio.
Ristrutturata nel 1998, è divenuta dal 2002 sede museale,  di una biblioteca e di un osservatorio astronomico. Detta anche "torre delle Stelle" ospita un osservatorio astronomico e il museo della Luna, un'esposizione dotata di biblioteca scientifica specializzata, e strumenti di altissimo livello.